# Emisfera nordică

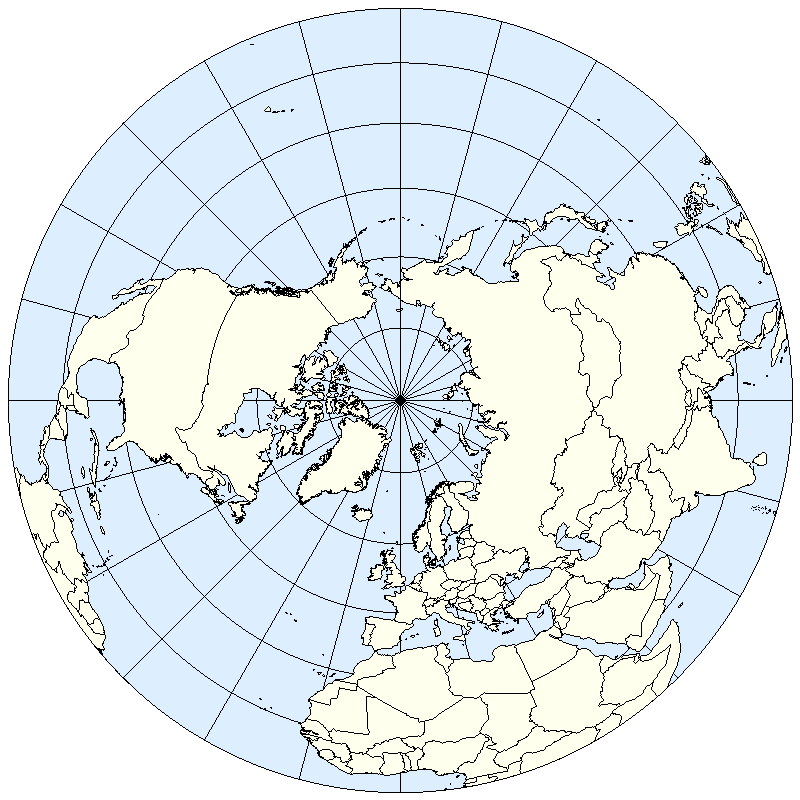
Emisfera nordică

Emisfera nordică este jumătatea planetei Pământ aflată la nord de Ecuator. Această emisferă conține majoritatea uscatului, 90% din populație și o suprafață de 255 000 000 km.
În regiunile temperate ale emisferei nordice, iarna (astronomică) durează de pe 21 decembrie până pe 21 martie, deși vremea de iarnă poate începe încă din septembrie sau octombrie și să dureze până în luna mai sau chiar iunie în regiunile arctice.
Periheliul Pământului, momentul când poziția pe orbită este la apropiere maximă de Soare, are loc în ianuarie. Teoretic, din acest motiv, iernile din emisfera nordică ar trebui să fie mai blânde și mai scurte decât cele din emisfera sudică la latitudini echivalente, dar în practică efectul moderator al oceanelor mai mari din emisfera sudică compensează și depășește acest efect.
În regiunile aflate la nord de Cercul polar de nord, există câteva zile de vară în care soarele nu apune niciodată și câteva zile de iarnă în care soarele nu răsare niciodată. Durata acestor faze variază de la o singură zi în punctele aflate exact pe cercul polar la câteva luni chiar la Polul Nord.
Uraganele și furtunile tropicale se rotesc în sens trigonometric în emisfera nordică datorită efectului Coriolis, sens invers celui din emisfera sudică. De asemenea, stelele văzute pe cer sunt altele decât în emisfera sudică.